# Societat Recreativa (el Pla del Penedès)
La Societat Recreativa és una obra del Pla del Penedès (Alt Penedès) inclosa a l'Inventari del Patrimoni Arquitectònic de Catalunya.
L'edifici està situat a l'interior del nucli urbà del Pla del Penedès. Es tracta de dues cases bessones i simètriques, que ocupen la cantonada del carrer Planes amb el de Puigdàlber. Consten de planta baixa, pis i golfes. Els portals d'accés són d'arc rebaixat, motllurats. A la cantonada hi ha carreus de pedra. La façana posterior presenta galeries d'arcs.